# Gambiraža
Gambiraža je hrvatsko prezime, najvećim dijelom iz okolice Zadra. Etimološki najvjerojatnije potječe od srednjovjekovnog romanskog prezimena Gambigrosse (dalmatski: "velike noge") ili od talijanskog prezimena Gambirasio.
U proteklih sto godina rođeno ih je razmjerno najviše u Debeljaku kraj Zadra, gdje se svaki osmi stanovnik prezivao Gambiraža, i gdje je to jedno od pet najčešćih prezimena. U Hrvatskoj danas živi oko 130 Gambiraža u oko 40 domaćinstava.
Prezime Gambiraža najraširenije je u Zadru i okolici: u Debeljaku (oko 70), Zadru (oko 45) i Sukošanu. Manji broj ih je u Zagrebu, Splitu, Osijeku i drugim hrvatskim gradovima.
Izvan Hrvatske, prezime Gambiraža prisutno je u četiri države na tri kontinenta.

## Poznate osobe prezimenom Gambiraža
- Martina Gambiraža, hrvatska košarkašica